# Творческий тупик (фильм)
«Творческий тупик» (англ. Writer's Block) — американский телефильм 1991 года, снятый режиссёром Чарлзом Корреллом. Главные роли в этом фильме исполнили Морган Фэйрчайлд, Майкл Прейд, Мэри Энн Паскаль, Шерил Андерсон, Даглас Роу и Джо Регалбуто.
Фильм снят на пересечении различных жанров — драмы, триллера и детектива, также в нём присутствуют и эротические сцены. Премьера фильма состоялась 9 октября 1991 года в США.

## Сюжет
- Теглайн: «The lover of her dreams has just become a living nightmare.»

Маджента Харт — писательница. В настоящий момент она испытывает творческий кризис — её новый детективный роман «Лента смерти» не популярен. Невостребованность произведения ещё больше усиливает и кризис самой писательницы — она оказывается в настоящем творческом тупике.
Но только что вышедший роман кое для кого оказывается всё-таки интересным. В городе появляется преступник, который совершает точно такие же преступления, как и герой нового романа писательницы. Но всё совсем не просто и для самой Мадженты Харт — её начинает подозревать полиция, а кроме того писательницу преследует и преступник.

## В ролях
- Морган Фэйрчайлд — Маджента Харт, писательница
- Майкл Прейд — Эндрю
- Джо Регалбуто — детектив Марк Брраунинг
- Мэри Энн Паскаль — Хилари
- Шерил Андерсон — Нэнси
- Даглас Роу — Мел
- Нед Беллами — Ленни
- Дэвид Грант Райт — детектив Нолан
- Данае Торн — Карла
- Энтони Эррера — Стив
- Деби Фарес — Патти
- Токели ле Клэр — Карин
- Дэвид Партингтон — дежурный сержант
- Джон Флэз — Дэннон
- Джанет Хэйли — Этель
- Барри Грэйсон — Джакоб Фарой
- Марни Эндрюс — помощник Бэкери
- Эйлин Бойман — молодая женщина
- Джонни Джонсон — охранник в музее
- Клемент Блэйк — таксист
- Боб Саллес — руководитель бизнеса (нет в титрах)

## Съёмочная группа
- Авторы сценария: Элиза Белл и Трэйси Бэроун
- Режиссёр: Чарлз Коррелл
- Оператор: Тобиас Шлисслер
- Монтаж: Том Финэн
- Композитор: Нэн Шварц Мишкин (как Нэн Шварц)
- Художник: Кэти Кертис-Кэхилл
- Костюмы: Хайди Касценски
- Продюсер: Ванесса Грин
- Сопродюсеры: Брэдфорд Поллак и Гордон Вольф
- Помощник продюсера: Сьюзэн Джетер
- Кастинг: Бен Рубин

## Технические данные
- Звук: Dolby Stereo SR 4.0
- Рейтинг MPAA: R
- Возраст: 16+

## Другие названия
- Writer’s Block
- Творческий тупик
- Mord zwischen den Zeilen
- Delitti secondo copione
- O Assassino Sem Nome
- Kirjoittajan painajainen